# Левківка (Хмельницький район)
Ле́вківка — село в Україні, у Староостропільській сільській громаді Хмельницького району Хмельницької області. Населення становить 801 осіб. До 2020 орган місцевого самоврядування — Староостропільська сільська рада. 
На захід від села розташована комплексна пам'ятка природи «Левківська».

## Герб
Щит двічі розтятий зустрічно-бурхливо на срібне, лазурове і срібне. В першому і третьому полях протиобернені червоні шаблі в стовп. В другому полі три золотих нитяних стовпа, багаторазово розірваних в шаховому порядку. Шаблі – символ військового минулого Левківки як передмістя фортеці Старий Остропіль. Бурхлива лазурова частина і золоті розірвані стовпи – символ ріки Случ і сплаву по ній деревини.

## Історія
7 (20) листопада 1917 року, відповідно до Третього Універсалу Української Центральної Ради, увійшло до складу Української Народної Республіки.
12 червня 2020 року, відповідно до розпорядження Кабінету Міністрів України № 727-р «Про визначення адміністративних центрів та затвердження територій територіальних громад Хмельницької області», увійшло до складу Староостропільської сільської громади.
19 липня 2020 року, після ліквідації Старокостянтинівського району, село увійшло до Хмельницького району.

## Населення

### Мова
Розподіл населення за рідною мовою за даними перепису 2001 року:
| Мова            | Кількість | Відсоток |
| --------------- | --------- | -------- |
| українська      | 793       | 99.00%   |
| російська       | 7         | 0.87%    |
| інші/не вказали | 1         | 0.13%    |
| Усього          | 801       | 100%     |

## Відомі люди
- Левко Корженевський — український співак (баритональний бас), композитор, заслужений артист України.[6]
- Соломуха Петро Іванович — білоруський політик, Заслужений будівельник Республіки Білорусь.

## Галерея

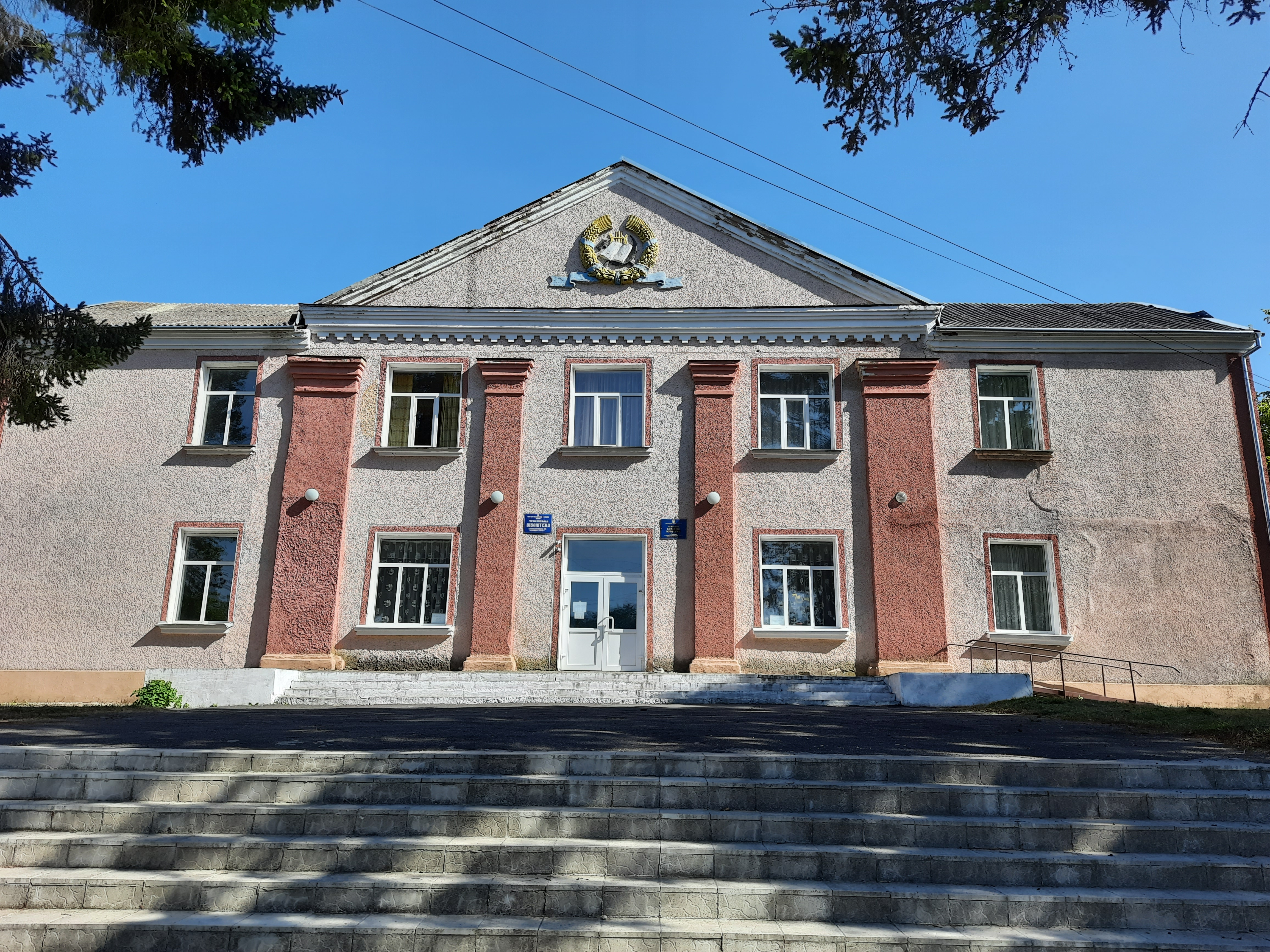
Будинок культури
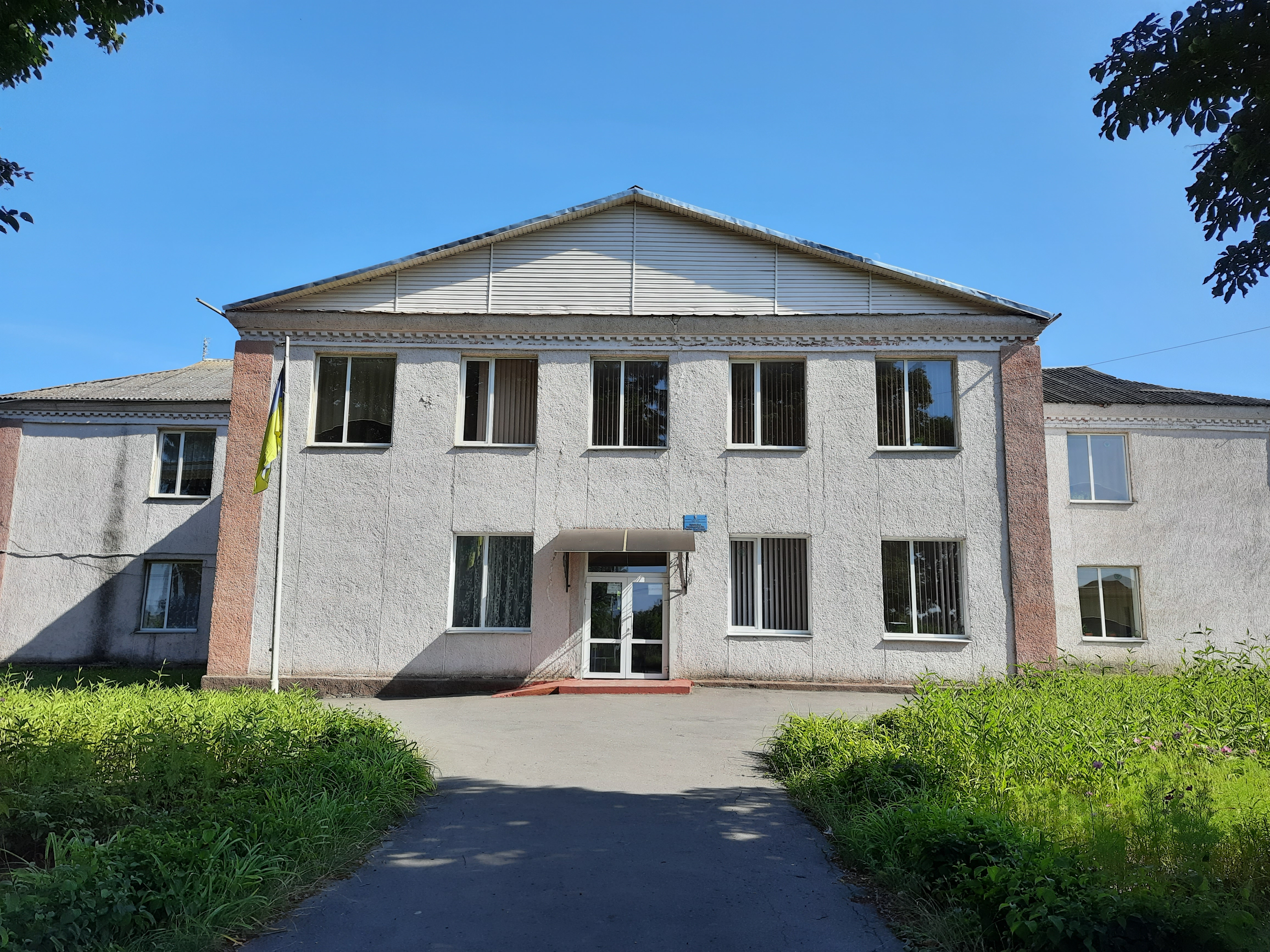
Школа
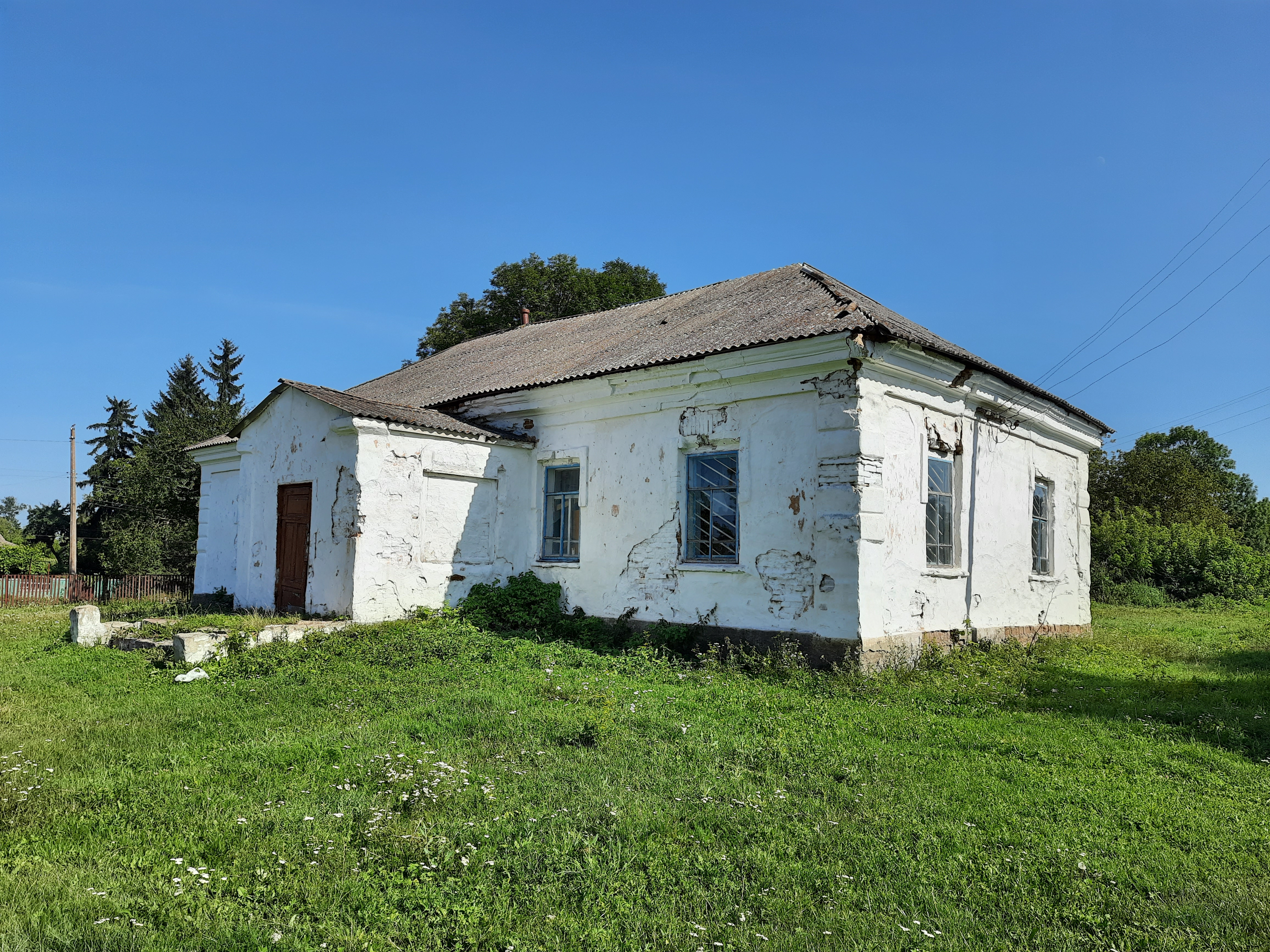
Будівля старої школи